# آنوت (رسامة)
كانت آنّوت (اسمها قبل الزواج: آنا أوتيلي كريغار-مينزل، 27 ديسمبر 1894 - 20 أكتوبر 1981)، والمعروفة أيضًا بعد زواجها باسم آنّوت ياكوبي، رسامة ألمانية ومدرسة وكاتبة في مجال الرسم وكانت من دعاة السلام. قضت معظم حياتها في الولايات المتحدة وبورتوريكو، نتيجةً للعداء السياسي لها في ألمانيا.

## الرسم والدعوة للسلام
في عام 1916، واحتجاجًا على الحرب العالمية الأولى، وزعت ملاحظات تدعو للسلمية كتبتها بنفسها، وحُكم عليها بالسجن لمدة ثلاثين يومًا. واعتبر زيبغخت موقفها استثنائيًا. عاشت آنّوت في أوسلو في النرويج منذ عام 1916 حتى عام 1920 وواصلت الدعوة للسلام. عادت إلى برلين في عام 1920، حيث عملت في الرابطة الألمانية لحقوق الإنسان، بالإضافة إلى منظمتها السابقة بوند نويس فاتالاند، وفي الرابطة النسائية الدولية للحرية والسلام. كانت صديقةً لأنيت كولب وكارل فون أوسيتزكي.
تزوجت في عام 1921 من الرسام رودولف ياكوبي. أنجبا طفلين، وعاشوا في الفترة منذ عام 1923 حتى عام 1926 في بوسيتانو. ذهبت آنّوت منذ عام 1926 حتى عام 1928 إلى باريس من أجل الدراسة مع الرسام أندري لوت. في عام 1928، افتتحت مع زوجها مدرسة مالشولا آنّوت للرسم، في برلين. وكان لديهم أيضا معرض مشترك في غاليري نويمان-نيغيندوف. تم شراء العديد من لوحات آنّوت لصالح المعرض الوطني في برلين. في عام 1933، أجبر آل ياكوبي على إغلاق مدرستهم بناء على أوامر النازيين، لأنهم رفضوا طرد تلاميذهم من اليهود. صُنفت لوحاتها في ألمانيا النازية على أنها «فن مُنحل» ودمرت أو سُرقت.
هاجرت آنّوت مع زوجها إلى الولايات المتحدة، وافتتحت مدرسة ومعرض آنّوت للفنون في مركز روكفلر. عرضت في المعرض أعمالًا لفنانين مثل كاثرين سوفي درير. عاشوا خلال ثلاثينيات وأربعينيات القرن العشرين في نيويورك، وأمضوا الصيف في غلوستر (ماساتشوستس). نالت آنّوت العديد من الجوائز، من ضمنها ميدالية ذهبية من أجل لوحة كيته كروزه وأطفالها، في معرض في مدينة نيويورك عام 1935. كما ساعدت آنّوت نفسها وعائلتها من خلال عملها بصفة مصممة داخلية.
واصلت مع زوجها نشاطهما في حركة السلام، حتى بعد أن دخلت الولايات المتحدة الحرب العالمية الثانية في عام 1942. انضمت آنّوت إلى جمعية الأصدقاء الدينية في عام 1941. وفي عام 1945، أصبح آنّوت رئيسةً للجنة الفرعية المعنية بالطرود الغذائية لأوروبا، والتي أُنشئت بهدف إرسال طرود الغذاء والرسائل إلى العناوين المقدمة من لجنة أمريكا لخدمات الأصدقاء، بما في ذلك الأصدقاء الألمان. سُميت مع زوجها وابنتهما ستيلا كأعضاء في مقر الاجتماع الشهري لـ ويستبيري في أحد المراجعات لمعرض فني في عام 1958. وقد تم ذكرهم كأعضاء في ماتينكوك، إن. واي.، في الاجتماع التحضيري في عام 1959.
سافرت آنّوت في عام 1956 مع زوجها إلى بورتوريكو حيث زاروا بابلو كاسالس. ما جذبهم هناك بشكل خاص هو «الاندماج العرقي الذي يجعلك تشعر به هناك في جميع ظروف الحياة». كانت آنّوت نشطة في إدارة الحملات من أجل نزع السلاح النووي، حيث ساعدت في تشكيل اللجنة البورتوريكية من أجل سياسة نووية عقلانية، وعُينت رئيسًا فخريًا فيها. كان بابلو كاسالس وألبرت شفايتزر أيضًا رئيسين فخريين في اللجنة. عاش آنّوت وياكوبي بشكل أساسي في بورتوريكو حتى عام 1967 عندها عادوا إلى ألمانيا واستقروا في ميونيخ.